# Oxalis pes-caprae
Espèce
Synonymes
- Acetosella cernua (Thunb.) Kuntze[1]
- Bolboxalis cernua (Thunb.) Small[1] [2]
- Oxalis biflora Burm.f.[1]
- Oxalis cernua Thunb.[1] [2] [3]
- Oxalis ehrenbergii Schltdl.[1]
- Oxalis grandiflora Arechav.[1]
- Oxalis kuibisensis R. Knuth[1]
- Oxalis lybica Viv.[1]
- Oxalis mairei R. Knuth ex Engler[1]
- Oxalis pes-caprae var. pes-caprae[1]

L'Oxalis des Bermudes, Oxalis pes-caprae, encore appelé Oxalis pied de chèvre est une espèce de plantes herbacées vivaces du genre Oxalis de la famille des Oxalidacées. Originaire d'Afrique du Sud, elle s'est dispersée dans toute l'Europe méditerranéenne, devenant envahissante

## Étymologie
L'épithète pes-caprae, « pied de chèvre », fait référence à la forme des feuilles.

## Synonyme
- Oxalis cernua Thunberg[6].

## Description
- Feuilles
  - Les feuilles sont formées de trois folioles en forme de cœur, avec des taches brunes.
  - Durant la nuit ou en cas d'ombre ou de pluie, les feuilles se replient vers le pétiole et les fleurs s'enroulent en fuseau torsadé.
- Fleurs
  - Les fleurs jaunes (20 - 25 mm) sont groupées en ombelle, comprenant 2 à 8 fleurs, au bout d'une tige de 20 ou 25 cm de haut.
  - Période de floraison : avril-mai
- Graine
  - Fruit : capsule
  - Dissémination : autochore

Données d'après : Julve, Ph., 1998 ff. - Baseflor. Index botanique, écologique et chorologique de la flore de France. Version : 23 avril 2004.

## Liste des variétés
Selon Catalogue of Life (17 février 2019) :
- variété Oxalis pes-caprae var. sericea

Selon Tropicos (17 février 2019) :
- variété Oxalis pes-caprae var. pes-caprae
- variété Oxalis pes-caprae var. sericea T.M. Salter

## Galerie

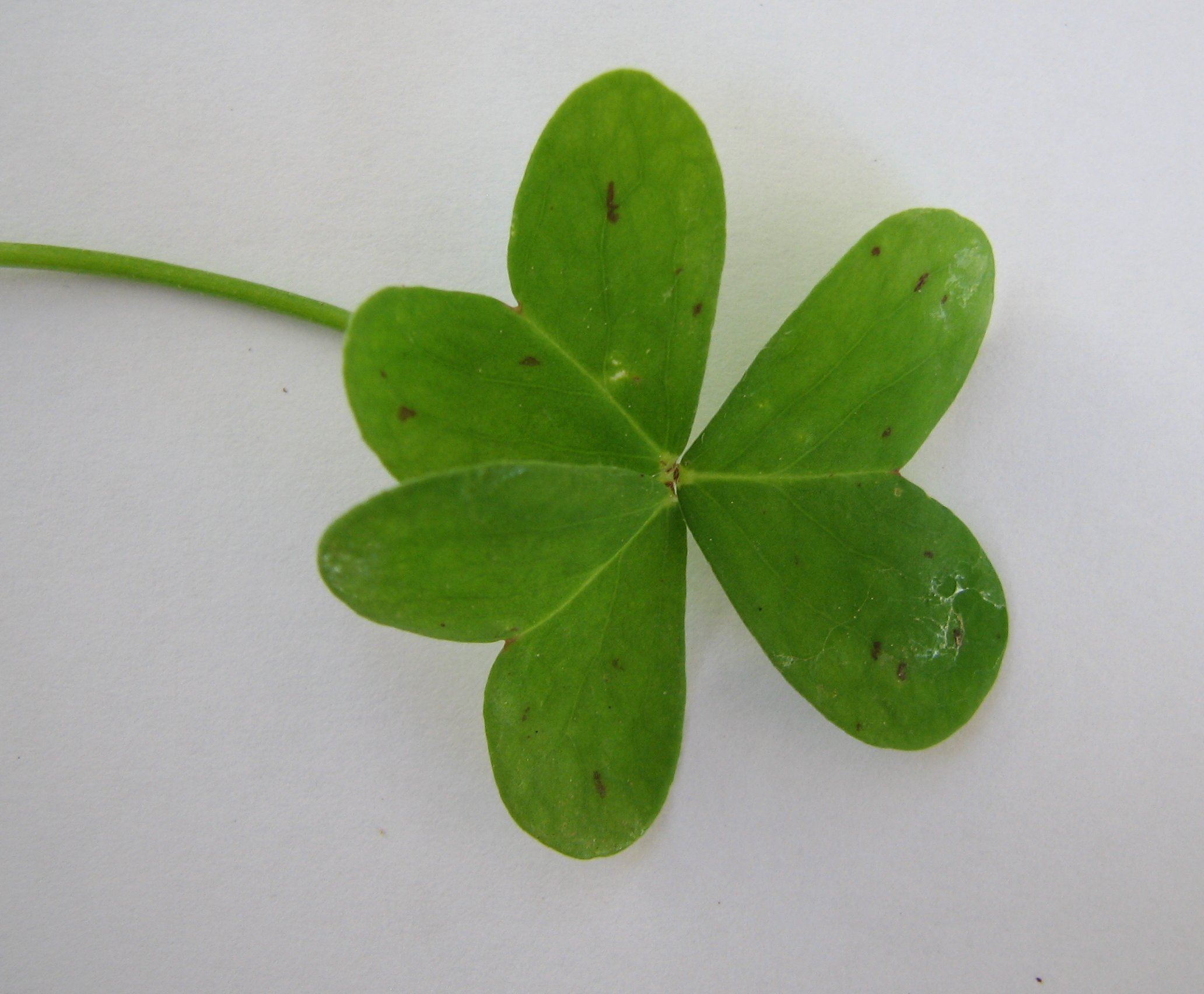
Feuille d'oxalis des Bermudes.
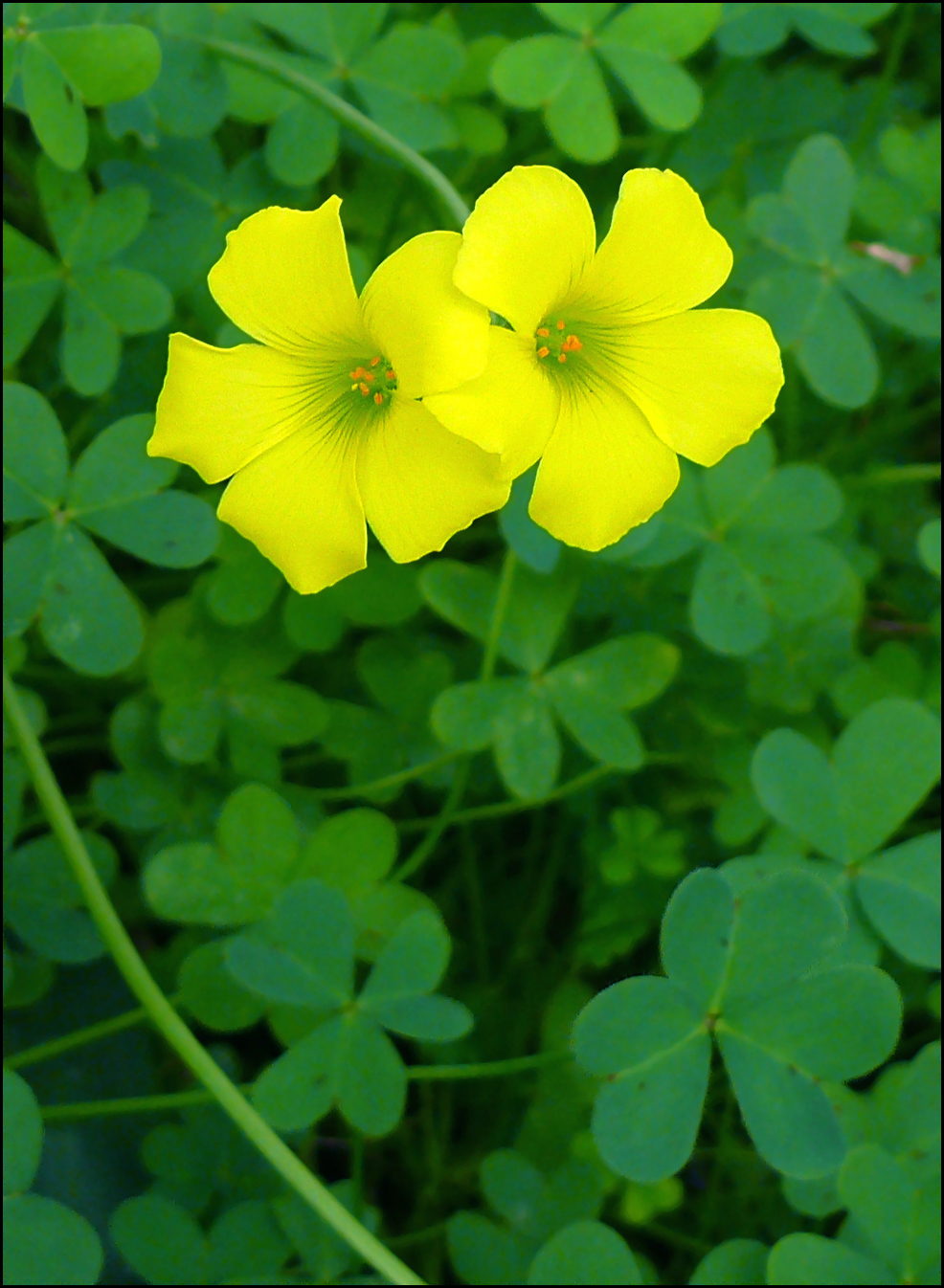
Oxalis pes-caprae, Palestine
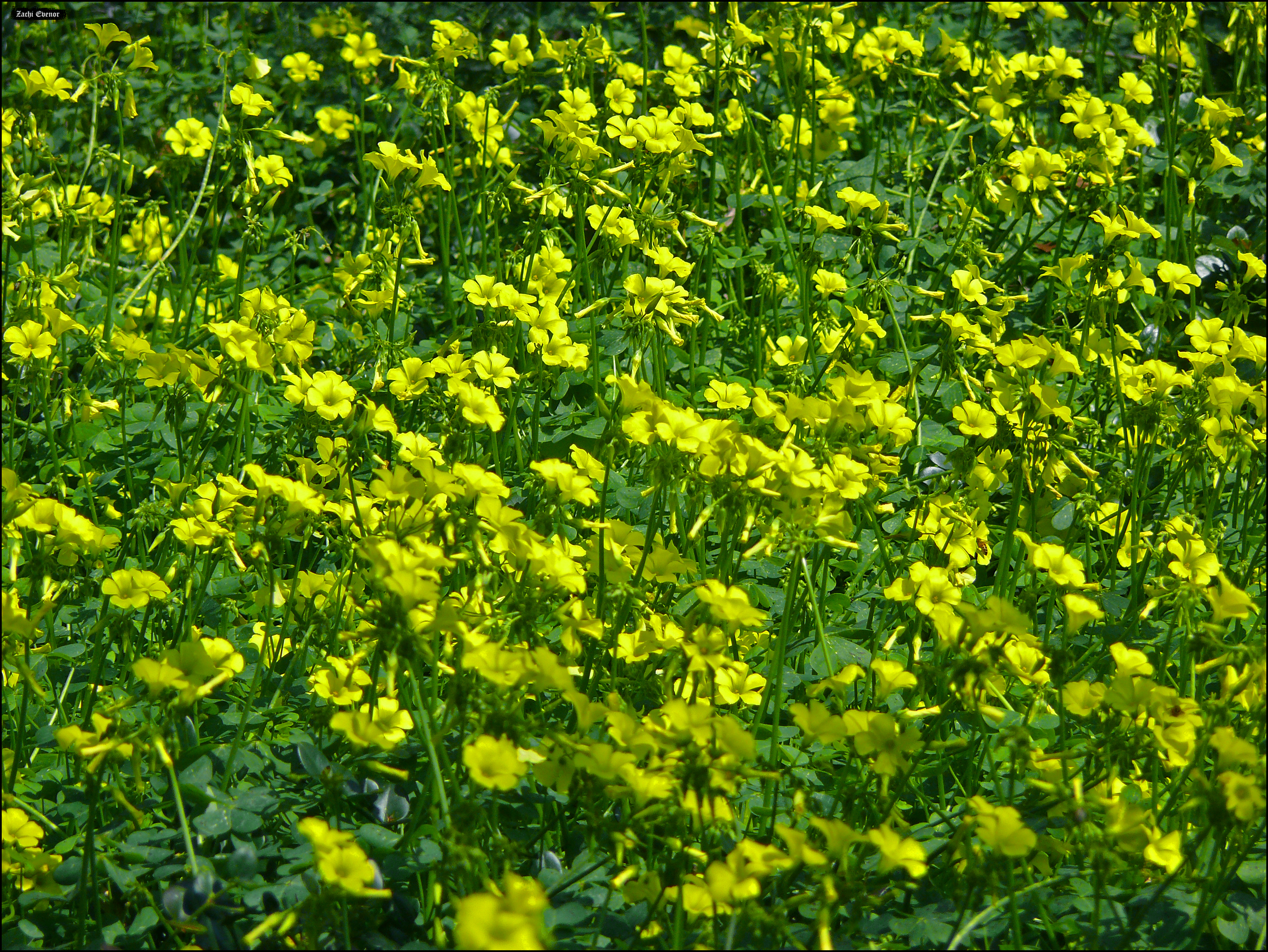
Oxalis pes-caprae, Institut Weizmann, Palestine
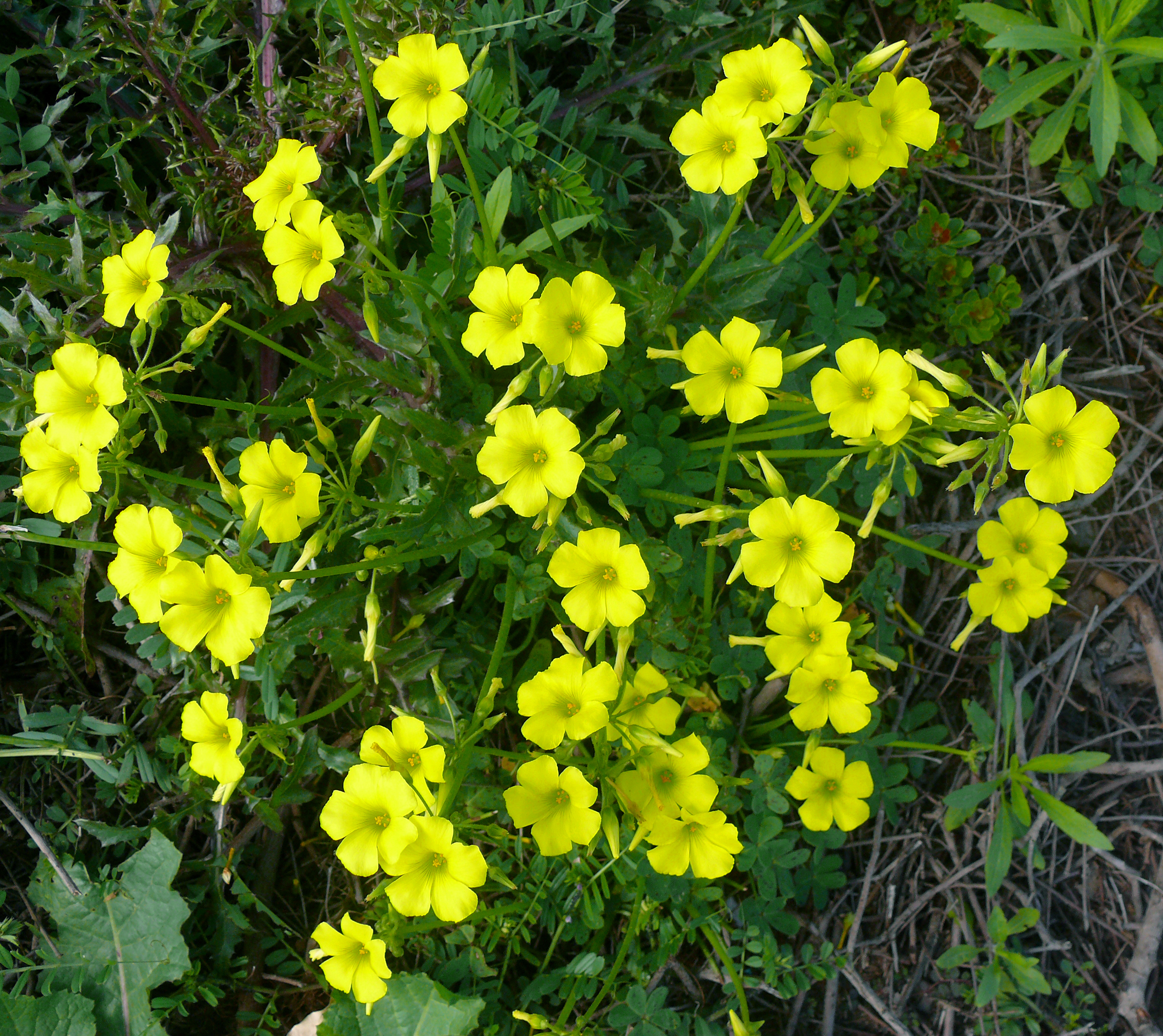
En Palestine
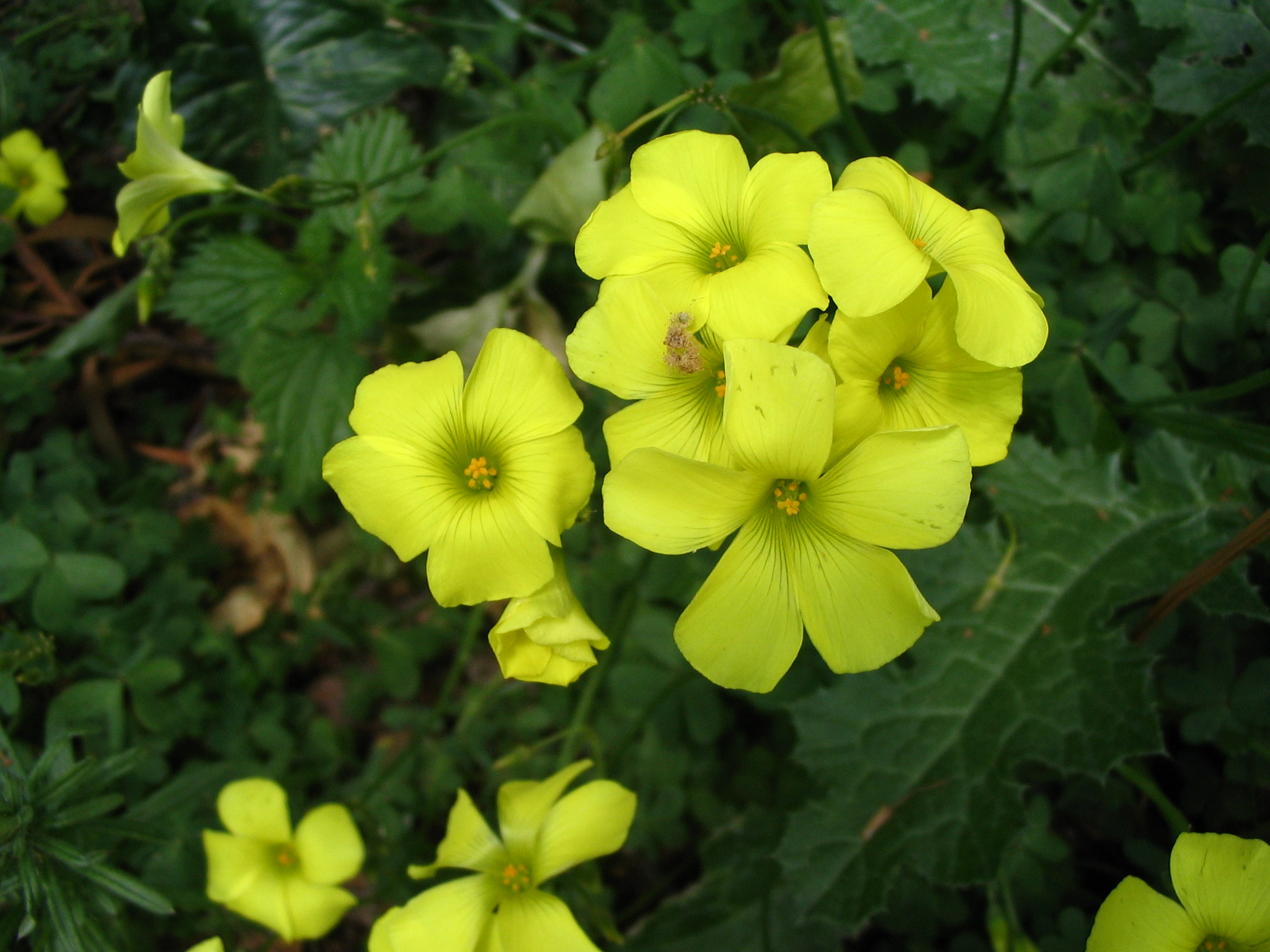
Au Portugal